# Andy Schmid
Cet article concerne le handballeur Andy Schmid. Pour le skeletoneur autrichien, voir Andi Schmid. Pour les articles homonymes, voir Schmid.
Andy Schmid,,, né le 30 août 1983 à Horgen, est un joueur puis entraîneur suisse de handball. Évoluant au poste de demi-centre, il est considéré comme le meilleur joueur suisse de tous les temps.
En janvier 2024, au terme de l'Euro 2024, il devient meilleur buteur de l'histoire de l'équipe de Suisse mais décide de mettre un terme immédiat à sa carrière en équipe nationale et en club, bien qu'il lui restait 6 mois de contrat. Il devient alors sélectionneur de l'équipe nationale de Suisse.

## Biographie

### Origines et famille
Andy Schmid naît le 30 août 1983 à Horgen, dans le canton de Zurich. Après la séparation de ses parents, il grandit avec sa mère et sa sœur aînée à Lucerne.
Il est marié à une Norvégienne, ancienne footballeuse, depuis 2016 et père de deux enfants.

### Parcours en club
André Schmid a joué dans toutes les équipes de jeunes du BSV Borba Lucerne. De 2002 à 2004, il a joué dans la Ligue nationale B pour le nouveau club du SG Stans/Lucerne. En 2004, il a fait ses débuts avec le club Grasshopper Zurich en Championnat de Suisse où il évolue jusqu'en 2007. Il a ensuite rejoint le ZMC Amicitia Zurich, avec lequel il remporte le championnat à deux reprises.
En 2009, il tente sa première expérience à l'étranger en rejoignant le club danois du Bjerringbro-Silkeborg en tant que demi-centre.
Le 29 mars 2010, le Rhein-Neckar Löwen a annoncé l'engagement de Schmid pour la saison 2010/11. Fidèle au club malgré de nombreuses sollicitations, Schmid joue pour le club allemand jusqu'en 2022, année où il revient terminer sa carrière dans le club suisse de première division HC Kriens-Lucerne.

### Parcours en équipe nationale
Andy Schmid fait ses débuts en équipe nationale de Suisse le 19 décembre 2003 lors d'un match international contre le Luxembourg. Trois ans plus tard, il dispute sa première compétition internationale lors de l'Euro 2006 qui se déroule chez lui, en Suisse.
Après quatorze années de disette, il participe de nouveau à un tournoi majeur lors de l'Euro 2020. L'année suivante, à l'âge de 37 ans, il participe pour la première fois au championnat du monde où la Suisse remplace au pied-levé les États-Unis, contraints de déclarer forfait le 12 janvier à cause d'un nombre important de Covid-19. L'équipe de Suisse s'est hissée à la quatrième place du groupe III du tour principal et à la 16e place du classement final. À titre individuel, Schmid termine 6e meilleur buteur de la compétition avec 44 buts marqués et a été élu trois fois homme du match, chose uniquement réussi par un autre joueur, le gardien suédois Andreas Palicka.
Andy Schmid dispute le dernier tournoi majeur de sa carrière lors de l'Euro 2024. Malgré un match nul face à la France, futur vainqueur, Schmid et les Helvètes sont éliminés dès le tour préliminaire à la suite de la défaite 27-29 contre la Macédoine du Nord. À l'occasion de ce match où il marque 12 buts, Andy Schmid devient meilleur buteur de l'histoire de l'équipe de Suisse, dépassant d'un but Marc Baumgartner. Alors qu'il est convenu que, au terme de la saison 2023-2024, il soit nommé sélectionneur de l'équipe nationale de Suisse, il décide de mettre un terme immédiat à sa carrière en équipe nationale et en club, puis prend officiellement son nouveau poste de sélectionneur en février.

## Résultats

### En club
Compétitions internationales
- Ligue européenne/Coupe de l'EHF (C3)
  - Vainqueur (1) : 2013
  - Demi-finaliste (2) : 2012, 2021
- Demi-finaliste de la Ligue des champions en 2011

Compétitions nationales
- Championnat de Suisse
  - Vainqueur (2) : 2008 et 2009
  - Deuxième : 2005, 2006, 2007
- Coupe de Suisse
  - Vainqueur (1) : 2009
  - Finaliste (1) : 2008
- Championnat d'Allemagne
  - Vainqueur (2) : 2016, 2017
  - Deuxième (3) : 2014, 2015, 2018
- Vainqueur de la Coupe d'Allemagne (1) : 2018
- Vainqueur de la Supercoupe d'Allemagne (3) : 2016/17, 2017/18 et 2018/19

### En sélection
- 14e place au championnat d'Europe 2006
- 16e place au championnat d'Europe 2020
- 16e place au championnat du monde 2021
- 21e place au championnat d'Europe 2024

### Distinctions personnelles
- Élu meilleur joueur du championnat de Suisse (2) : 2008 et 2009
- Élu handballeur suisse de l'année (7) : 2012, 2013, 2014, 2015, 2016, 2017, 2018
- Élu meilleur joueur du championnat d’Allemagne (5) : 2014, 2015, 2016, 2017 et 2018
- Élu meilleur demi-centre du championnat du Danemark (1) : 2010
- Meilleur buteur de l'histoire de l'équipe de Suisse[6] avec 1 094 buts marqués